# Jan Rychlík
Jan Rychlík (* 27. April 1916 in Prag; † 20. Januar 1964 ebenda) war ein tschechischer Komponist.

## Leben
Rychlík besuchte von 1933 bis 1939 die Handelsschule in Prag. Er studierte dann bis 1946 am Konservatorium bei Jaroslav Řídký. Während des Studiums wirkte er als Unterhaltungs- und Jazzmusiker. Außerdem gehörte er neben Jiří Kolář einem Kreis von Schriftstellern und Künstlern an und trat als Autor eigener literarischer Texte und Übersetzer der Gedichte von Christian Morgenstern hervor.
Nach dem Krieg wurde er als Filmmusikkomponist und bedeutendster Vertreter der tschechischen Neuen Musik bekannt. 1961 gehörte er zu dem Mitbegründern des Ensembles für zeitgenössische Musik Musica viva pragensis.

## Werke
- Partita für Blasinstrumente
- Divertimento für drei Kontrabässe
- Streichtrio
- Partita für Streichquartett
- Partita für Flöte solo
- Trio für Altflöte, Englischhorn und Fagott
- Afrikanischer Zyklus für neun Instrumente
- Relazioni für drei Instrumente

## Filmografie (Auswahl)
- 1951: Das Lied der Prärie (Árie prérie)
- 1951: Fröhlicher Wettstreit (Vesely souboj)
- 1951: Im Strafraum (V trestném území)
- 1952: Das große Abenteuer (Velké dobrodruzství)
- 1954: Café an der Hauptstraße (Kavárna na hlavní tríde)
- 1954: Der Zirkus spielt doch (Cirkus bude!)
- 1954: Die gute alte Zeit (Haskovy povidky ze stareho mocnarstvi)
- 1955: Musik vom Mars (Hudba z Marsu)
- 1956: Spejbl auf der Spur (Spejbl na stope)
- 1957: Leben wollen alle (Ztracenci)
- 1958: Die Erschaffung der Welt (Stvorení sveta)
- 1964: Diamanten der Nacht (Démanty noci)
- 1964: Limonaden-Joe (Limonádový Joe aneb Koňská opera)